# Foidolito
O Foidolito é uma rocha magmática intrusiva rara, composta por mais de 60% de mineral feldspatóide.

## Origens e propriedades
O termo "foidolita" é muito geral e, sempre que possível, deve ser substituído por um nome que esclareça qual dos minerais feldspatoides é predominante e se outros minerais estão presentes em quantidade significativa.